# Don Lucio y el hermano Pío
Don Lucio y el hermano Pío és una pel·lícula espanyola de 1960 dirigida per José Antonio Nieves Conde.
Sorprente comèdia del sempre interessant José Antonio Nieves Conde, autor de Surcos. Com en altres ocasions, denúncia al seu cinema els problemes de l'Espanya de l'època. Aquesta vegada critica la insolidaritat, a través d'uns personatges molt ben perfilats, encarnats pels intèrprets més adequats, la pel·lícula és alhora que emotiva i amable amb un magnífic retrat costumista dels veïns de la corrala en la qual viu Lucio en companyia de la seva germana i neboda.

## Sinopsi
L'almoiner d'unes monges que sostenen un orfenat, el germà Pío, viatja a Madrid amb una imatge del Nen Jesús. Al tren coneix Lucio, un pispa murri i xerraire que li roba la imatge per a poder cobrar dels donants.

## Repartiment
- Tony Leblanc com Lucio García / Fals Hermano Antón.
- José Isbert com Hermano Pío.
- Montserrat Salvador com Mari.
- Tony Soler com Remedios.
- Pedro Porcel com Señor Rivera.
- Ana María Custodio com Doña Lola.
- Gracita Morales com Gracita.
- Lidia San Clemente com Sole.

## Premis
Pel seu paper protagonista en la pel·lícula Tony Leblanc va ser guardonat amb el premi al millor actor Premis del Sindicat Nacional de l'Espectacle de 1960.